# France université numérique
France université numérique es una plataforma de educación virtual nacida en octubre de 2013 y desarrollada por el Ministerio de Educación Nacional con el fin de brindar oferta de educación masiva a la población (Massive Online Open Course), con cursos en francés y otros idiomas como el inglés. FUN MOOC ofrece cursos, tanto gratuitos como de pago, sobre temas variados a niveles universitarios, pero abiertos a todos los sectores de la población.